# デラウェア州

デラウェア州
State of Delaware

州の愛称: 最初の州
The First State州のモットー: 自由と独立
（Liberty and Independence）

デラウェア州（デラウェアしゅう、英: State of Delaware、[ˈdɛləwɛər] ( 音声ファイル) DEL-ə-wair）は、アメリカ合衆国大西洋岸中部に位置する州。デルマーバ半島の北東部を占め、南と西はメリーランド州に、北東はニュージャージー州に、北はペンシルベニア州に接している。アメリカ合衆国憲法を1787年12月7日に批准したが、建国に関わった13植民地のうちで最初に批准した州であることから「First State」としても知られている。陸地面積は5,068km2でロードアイランド州に次いで2番目に小さく（日本の都道府県と比較しても47都道府県中28位の千葉県と同程度）、人口では全米50州中45位（6番目に少ない）であるが人口密度ではメリーランド州に次いで6位である。
1900年代初頭から独自の会社法と裁判制度により、法人の設立に最適な州として知られ、アメリカ上場企業の50%、フォーチュン500企業の64%、会社数で100万社に及ぶ企業が設立準拠地ないし本社を置く。州内は北からニューキャッスル郡、ケント郡、サセックス郡に分割されており、3という郡の数は50州の中で最も少ない。南2郡は昔から農業が盛んであり、デュポンのお膝元でもあるニューキャッスル郡は工業化が進んでいる。
| 家庭で話される言語（デラウェア州） 2010 | 家庭で話される言語（デラウェア州） 2010 | 家庭で話される言語（デラウェア州） 2010 | 家庭で話される言語（デラウェア州） 2010 | 家庭で話される言語（デラウェア州） 2010 |
| --------------------------------------- | --------------------------------------- | --------------------------------------- | --------------------------------------- | --------------------------------------- |
|                                         |                                         |                                         |                                         |                                         |
| 英語                                    | 英語                                    |                                         | 87.81%                                  | 87.81%                                  |
| スペイン語                              | スペイン語                              |                                         | 6.56%                                   | 6.56%                                   |

| 人種構成（デラウェア州） 2010 | 人種構成（デラウェア州） 2010 | 人種構成（デラウェア州） 2010 | 人種構成（デラウェア州） 2010 | 人種構成（デラウェア州） 2010 |
| ----------------------------- | ----------------------------- | ----------------------------- | ----------------------------- | ----------------------------- |
|                               |                               |                               |                               |                               |
| 白人                          | 白人                          |                               | 65.3%                         | 65.3%                         |
| 黒人                          | 黒人                          |                               | 21.4%                         | 21.4%                         |
| ヒスパニック                  | ヒスパニック                  |                               | 8.2%                          | 8.2%                          |
| アジア系                      | アジア系                      |                               | 3.2%                          | 3.2%                          |
| インディアン                  | インディアン                  |                               | 0.5%                          | 0.5%                          |
| 混血                          | 混血                          |                               | 2.7%                          | 2.7%                          |

## 州名の由来

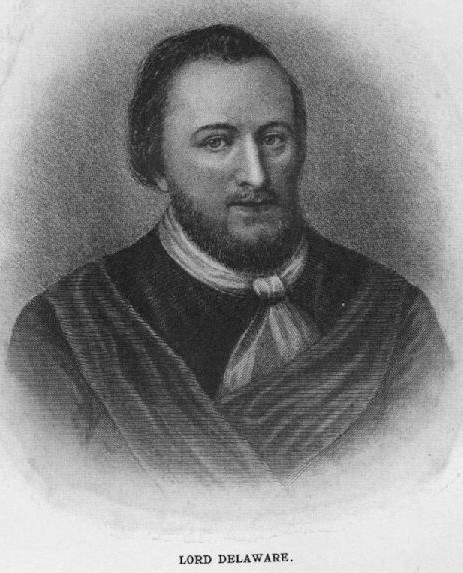
デラウェア卿

デラウェア州はデラウェア川に、デラウェア川はデラウェア湾に由来する。なお、デラウェアの名を冠した名称には他に同地に先住していたインディアンの「デラウェア族」がある。
デラウェア湾は、1610年、探検家アーゴルがイギリスからバージニア植民地に向かう途中で発見した（ただし前年の1609年にヘンリー・ハドソンが発見していた）。アーゴルは、当時のバージニア植民地初代総督デラウェア卿に因んで湾を名づけた。総督の本名はトマス・ウェストであり、爵位の第3代デ・ラ・ウェア男爵 (3rd Baron De La Warr) からデラウェア卿と呼ばれていた。

## 歴史

### インディアン
デラウェア州となった地域にヨーロッパ人開拓者が入ってくる以前、デラウェア・バレーの全体と、チェサピーク湾に繋がるナンティコーク川沿いに、ウナミ・レナペあるいはデラウェアと呼ばれる東部アルゴンキン語族インディアンが住んでいた。デラウェア・バレーのウナミ・レナペ族はハドソン川沿いに住んだマンシー・レナペ族と密接な関係があった。狩猟と農業の社会を作り、以前は敵だったミンカ族あるいはサスケハノック族とも増大していく毛皮交易では急速に仲介業者になっていった。1670年代にイロコイ族5部族のためにデラウェア川沿いの土地が奪われ、ミンカ族が破壊されたこともあり、部族としての残存を望んだレナペ族の残りは地域を離れ、18世紀半ばまでにアレゲーニー山脈を越えていった。デラウェアの地域から去ることを望まなかった者達は洗礼を受けてキリスト教徒となり、公式記録やアメリカ生まれではない隣人の心中では他の有色人としてグループ化された。

### 植民地時代

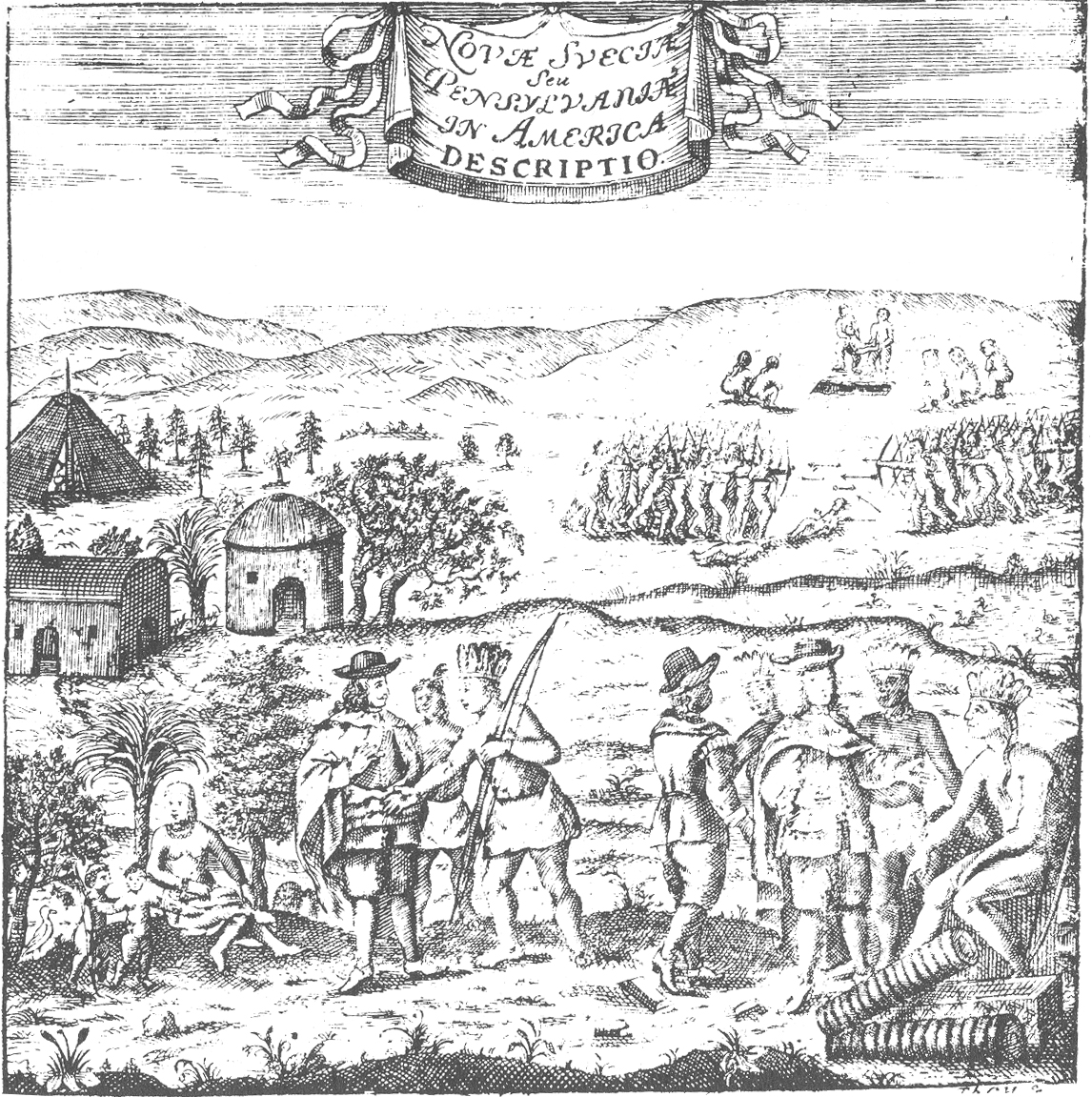
ニュースウェーデン、スウェーデン人植民者とデラウェア・インディアンの出会い

現在のデラウェアに最初に入ったヨーロッパ人はオランダ人だった。1631年、現在のルイスの町がある場所近く、ツヴァーネンデールに交易基地を設立した。しかし1年も経たないうちにインディアンとの紛争で入植者全員が殺された。1638年、スウェーデンの交易基地と植民地であるニュースウェーデンが、スウェーデン人、フィンランド人、オランダ人集団の指導者ピーター・ミニュイットによって、フォートクリスチーナ（現在のウィルミントン）に設立された。ニュースウェーデン植民地は17年間続いた。1651年、ピーター・ストイフェサントの指導力で復活したオランダが現在のニューキャッスルに砦を建設し、1655年にはニュースウェーデンを征服して、オランダ領ニューネーデルラントに併合した。
それから僅か9年後の1664年、イングランドのヨーク公ジェームズの指示で、ロバート・カーが指揮するイングランド艦隊により、オランダは征服された。メリーランド植民地領主第2代ボルチモア男爵セシリウス・カルバートがこの地域の領有権を主張していたが、ヨーク公は1682年にウィリアム・ペンにやや疑義の残る形で領有権を渡した（ペン＝カルバート境界紛争参照）。ペンはその領地であるペンシルベニア植民地について、海への出口を強く求めており、後に「デラウェアの下流郡」と呼ばれることになる土地をヨーク公から借用した。
1682年、ペンは代表制政府を設立し、ペンシルベニアとデラウェアを1つの議会の下にまとめた。しかし1704年には、ペンシルベニア植民地が大きく成長しており、その代表は下流郡の同意が無くても決断できることを望み、ペンシルベニアの代表はフィラデルフィアで、デラウェアの代表はニューキャッスルでそれぞれの議会を開くようになった。ペンとその相続人は2つの植民地領主に留まり、その総督には常に同じ人物を指名した。デラウェアとペンシルベニアが同じ総督を戴いていたのは特異なことではなかった。1703年から1738年、ニューヨーク植民地とニュージャージー植民地は1人の総督の下にあった。マサチューセッツ湾植民地とニューハンプシャー植民地も何度か1人の総督の下にあった。
デラウェア地域の初期は年季奉公者の労働力に頼っていたが、後にはイングランドの経済状態が良化してイングランドからの移民が減ったために、多くの奴隷を輸入した。換金作物としてタバコを栽培する奴隷社会となった。ただし、イングランドからの移民は入植を続けていた。

### アメリカ独立戦争
大西洋岸中部地域にある植民地はイギリスとの対立に当初それほど熱心ではなく、デラウェアの下流郡も同様だった。市民は領主政府と良好な関係を保っており、他の植民地よりも植民地議会でより独立色の強い行動を認められていた。ウィルミントン港の商人は貿易でイギリスと強く結びついていた。
そのような時期にニューキャッスルの弁護士トマス・マッキーンが強い言葉で印紙法を非難し、ケント郡生まれのジョン・ディキンソンは「革命の文士」になった。独立宣言がでることを予測した愛国者の指導者トマス・マッキーンとシーザー・ロドニーは植民地議会を説得し、1776年6月15日にイギリスとペンシルバニア植民地の支配からの離別を宣言させた。デラウェアの多数意見を代表していたのがジョージ・リードであったが、独立宣言の採決には加われなかった。シーザー・ロドニーは夜通し馬で駆けて大陸会議に入り、独立に賛成するデラウェアの票を投ずることができた。
デラウェアは当初ジョン・ハスレットを指揮官として大陸軍に連隊を送った。その連隊は「デラウェア・ブルース」とか「ブルー・ヘン・チキンズ」と呼ばれた。1777年8月、イギリス軍の総司令官ウィリアム・ハウはフィラデルフィア方面作戦の途上でデラウェアを通過し、ブランディワインの戦いで勝利してフィラデルフィアを占領した。デラウェアであった唯一の戦闘は9月3日にニューキャッスル郡クーチ橋で戦われたものである。
ブランディワインの戦い後にウィルミントンはイギリス軍に占領され、デラウェアの知事ジョン・マッキンリーは逮捕された。イギリス軍は戦争の残り期間の大半でデラウェア川を支配したままであり、商業を妨害し、特にサセックス郡にいる積極的な王党派の市民の活動を奨励した。イギリス軍は奴隷がイギリス軍と共に戦えばその解放を約束したので、逃亡した奴隷が北に集まり、イギリス軍の前線に合流した。
アメリカ合衆国の独立後、デラウェアの政治家は強い中央政府に反対する側の中心的立場となり、議会には各州が同数の代表を送ることを主張した。

### 奴隷制度と人種
デラウェアの開拓者の多くは、人口が急増していたメリーランドやバージニアから移って来ていた。これら植民地経済はおもにタバコの栽培に依存しており、労働集約型だったので奴隷の労働力に頼る比率が増していった。当初のイングランド人移住者の多くは、渡航費の肩代わりをして貰う代償として一定期間労働者として雇われる年季奉公者として入ってきていた。当初は年季奉公者とアフリカ人奴隷との線引きが曖昧だった。独立戦争前にメリーランドから移ってきたアフリカ系アメリカ人の自由民は、手ごろな土地を入手できた。彼等は主に年季奉公の女性と、奴隷あるいは年季奉公あるいは自由のアフリカ系アメリカ人男性の間にできた者の子孫だった。イングランドの経済状態が良化してイングランドからの年季奉公者が減ったために、労働力として多くの奴隷が輸入された。
植民地時代が終わるとき、デラウェア州の奴隷人口は減少を始めた。農業経済はタバコから混合型へ移行し、奴隷労働力の需要は減った。独立戦争後にメソジストやクエーカー教徒が奴隷所有者に奴隷解放を働きかけ、理想を求めるという理由で個人による奴隷解放が進んだ。1810年時点ではデラウェアの黒人人口の4分の3は自由人だった。1777年にジョン・ディキンソンが37人の奴隷を解放したとき、州内では最大の奴隷所有者だった。1860年時点では最大の奴隷所有者でも16人しか保有していなかった。
州議会で奴隷制度廃止が提案されたとしても僅差で否決されていたが、実際面ではほとんど終わっていた。南北戦争開始直前の1860年国勢調査時点で、黒人人口の91.7%は自由人だった。奴隷総数は1,798人であり、「自由有色人」は19,829人だった。
1813年、アメリカでも最古の黒人教会がデラウェアで承認され、元奴隷のピーター・スペンサーが創立したのでスペンサー教会あるいはアフリカ人の統一教会と呼ばれた。これは1793年にフィラデルフィアで設立されたアフリカ人メソジスト・エピスコパル教会を継いでおり、1816年までメソジスト・エピスコパル教会との結びつきがあった。スペンサーはウィルミントンに新しい宗派のための教会を建てた。この教会はアフリカ人統一第一有色人メソジストプロテスタント教会および関連団体と呼ばれ、一般的にはA.U.M.P.教会と呼ばれた。1814年にスペンサーが始めたビッグ・オーガスト・クォータリーは、現在でも祝われており、アメリカでも最古の文化的祭りとなっている。
南北戦争が始まったとき、デラウェア州は唯一の名目上奴隷州であり、北部に留まった。1861年1月3日にアメリカ合衆国からの脱退を問うた投票ではこれを否決した。このときデラウェア州知事が述べたように、アメリカ合衆国憲法を批准して最初の州になったデラウェア州は、合衆国を去るとすれば最後の州になると言われた。この戦争で戦った市民の大半は州の連隊（北軍）に入ったが、メリーランド州やバージニア州の連隊に入って南軍に仕えた者もいた。南軍の連隊や民兵隊が組織されなかったことでは、唯一の奴隷州となった。1865年12月にアメリカ合衆国憲法修正第13条を批准し、残っていた奴隷も解放された。

## 地理

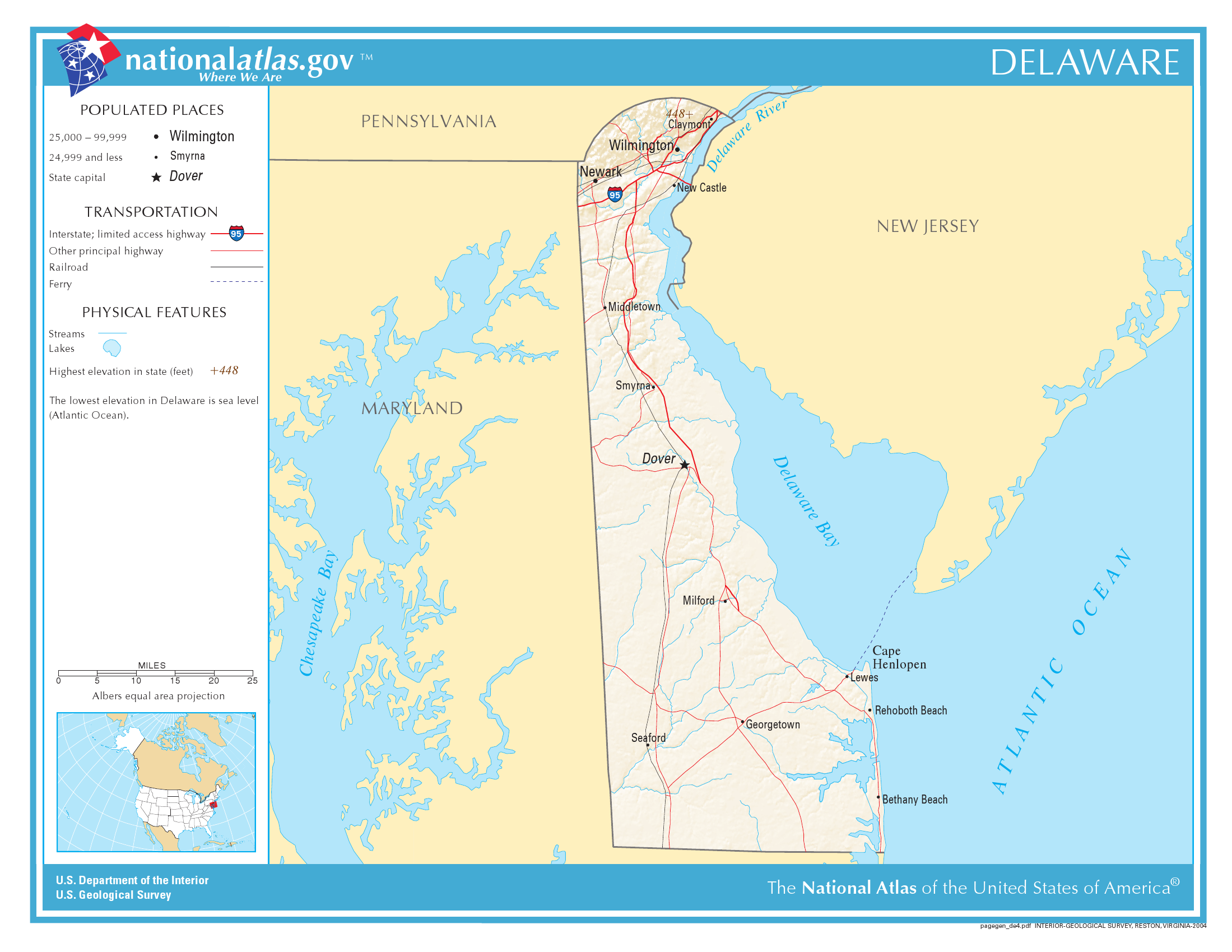
デラウェア州図

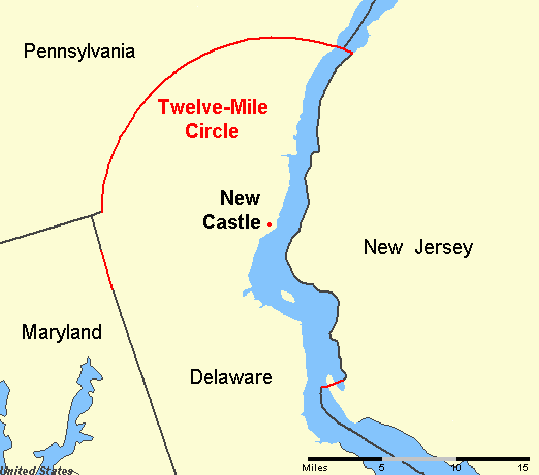
12マイル円

12マイル円、メイソン・ディクソン線、「ザ・ウェッジ」（くさび）との相関図、青と白の領域がデラウェア州領内

デラウェア州は、北部でペンシルベニア州に、東部でデラウェア川とデラウェア湾を挟んでニュージャージー州に、さらにその南は大西洋に、西部と南部でメリーランド州に接している。またデラウェア川の東岸、ニュージャージー州と陸続きに小部分がある。メリーランド州の東海岸部およびバージニア州の2郡と共に、大西洋岸に伸びるデルマーバ半島を構成している。最大都市はウィルミントン市で、州都はドーバー市である。南北96マイル、東西は9-35マイルであり、陸地面積5,068km2は、ロードアイランド州に次いで2番目に小さく、千葉県とほぼ同じ大きさである。
州北側の州境は少し珍しい形で定義されている。デラウェア州とペンシルベニア州の州境は、ニューキャッスル市にある郡庁舎のキューポラから半径12マイル (19 km) の円弧となっていた。この円弧は12マイル円と呼ばれることが多い。「国内で唯一の円弧を使った州境」としばしば主張されるが、メキシコとテキサス州の境界にはいくつかの円弧が含まれている。
この円弧がデラウェア川のニュージャージー州岸低潮位標識まで伸ばされ、その後は川岸を辿り、12マイル円の延長にある南側の点に達する。そこから先は境界線によくあるやり方でデラウェア川の中心（谷線）を辿り、ニュージャージー州との州境になる。円弧の西側は、メリーランド州最東端を過ぎてもそのまま伸ばされ、やや東の経線が円弧と交わる点から先は真南に伸ばされている。円弧の北西部とメリーランド州境に挟まれた領域（ザ・ウェッジ）は、デラウェア州とペンシルベニア州の双方が領有を主張していたが、1921年にデラウェア領であることが確認された。

### 地形
デラウェア州は平坦な平原にあり、標高の中央値は50州の中で最も低い。標高の最高地点はウィルミントン市のコンコード高校近く、イーブライト・アジマスであり、450フィート (140m) に届かない。州最北部はアパラチア・ピードモント台地にあり、丘陵とうねりのある表土である。滝線はニューアークとウィルミントンの間でほぼロバート・カークウッド・ハイウェイを辿っており、その南が大西洋岸平原で平たく、砂質で、場所によって湿地になっている。州西側州境に標高75フィート (23m)から80フィート (24m) の尾根があり、デラウェア川およびデラウェア湾に流れる水路と西のチェサピーク湾に流れる水路の分水界となっている。

### 気候
州内大半の領域が大西洋岸平原にあるので、大洋がその気候を和らげている。気候帯では温暖湿潤気候と大陸性気候の遷移域にある。デラウェア州は南北の距離が約100マイル (160km) と小型だが、平均気温や降雪量を見ると南北でかなりの違いがある。州南部のサセックス郡では大西洋とデラウェア湾で気候が和らげられ、北部より植物生育期間が長い。過去最高気温は1930年7月21日にミルズボロで記録された110°F (43℃) であり、過去最低気温は1893年1月17日に同じくミルズボロで記録された-17°F (-27℃) である。

### 環境
デラウェア州が気候帯の遷移域にあるために、様々な植生が見られる。北部3分の1では、アメリカ合衆国北東部に典型的な北東部海岸森林やオーク混合林が見られる。州南部3分の1では大西洋岸中部森林が見られる。例えば、サセックス郡のトラップ池州立公園はヌマスギの自生北限の1つである。

### 環境管理
デラウェア州は有害廃棄物によって「軽度に汚染」された土地の浄化について政府補助金を支給しており、その資金は石油卸売りに掛ける税金から拠出されている。

## 人口動態

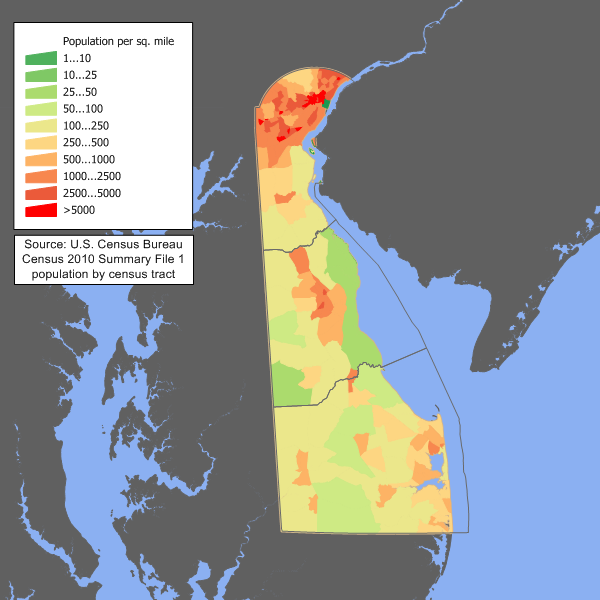
デラウェア州人口密度地図

2020年国勢調査時点で、デラウェア州の人口は989,948人で、2010年国勢調査からは10.26%増加した。
2010年国勢調査に拠れば、人種による人口構成は次のようになっている
- 68.9% 白人（非ヒスパニック白人は65.3%、ヒスパニック系白人は3.6%）
- 21.4% 黒人
- 3.2% アジア人
- 0.5% インディアン
- 2.7% 混血
- 3.4% その他の人種

- 8.2% ヒスパニック（人種によらない）[23]

1990年の国勢調査では黒人16.9%、非ヒスパニック白人79.3%となっていた。
デラウェア州の人口密度は442.6人/平方マイル (170.9 人/km2) であり、国内50州の中で第6位である。これは国内平均よりも356.4人/平方マイル (137.6 人/km2) だけ多い。また人口順位では第46位である。2010年時点で人口10万人を超える都市が無いことでは国内5州の中に入っている。州の人口重心はニューキャッスル郡タウンゼントの町にある。
デラウェア州内で申告された祖先による構成比は、黒人 (19.2%)、アイルランド系 (16.6%)、ドイツ系 (14.3%)、イギリス系 (12.1%)、イタリア系 (9.3%)となっている。
デラウェア州北部のフィラデルフィア郊外は非常にアイルランド系が多いのに対して、デラウェア州南部はイギリス系祖先が多くなっている。

### 言語
2000年時点でデラウェア州民の5歳以上人口のうち91%は家庭で英語のみを話していた。スペイン語は5%だった。第3位はフランス語の0.7%、続いて中国語0.5%、ドイツ語0.5%だった。
英語を公用語とするために州議会の下院と上院に議案が何度か提出されてきたが、一度も成案になっていない。

### 宗教

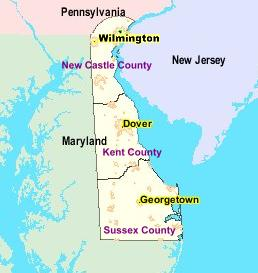
デラウェア州

デラウェア州の住民の宗教宗派別構成比は次のようになっている。
- キリスト教 –66%
  - プロテスタント –57%
    - メソジスト –20%
    - バプテスト –19%
    - ルーテル教会 –4%
    - 長老派教会 –3%
    - ペンテコステ運動 –3%
    - 他のプロテスタントまたは一般的なプロテスタント –8%

  - ローマ・カトリック –9%
  - 他のキリスト教 –1%
- 他の宗教 –5%
- 無宗教 –17%

宗教データ・アーカイブ協会に拠れば、2000年時点で信徒数の多い会派はカトリック教、メインライン・プロテスタント、福音主義プロテスタントである。
2012年に行われた国内の信仰に関する調査で、デラウェア州民の34%は「そこそこの信仰」と答え、33%は「大変信仰熱心」、33%は「信仰心が無い」と答えていた。

## インディアン部族

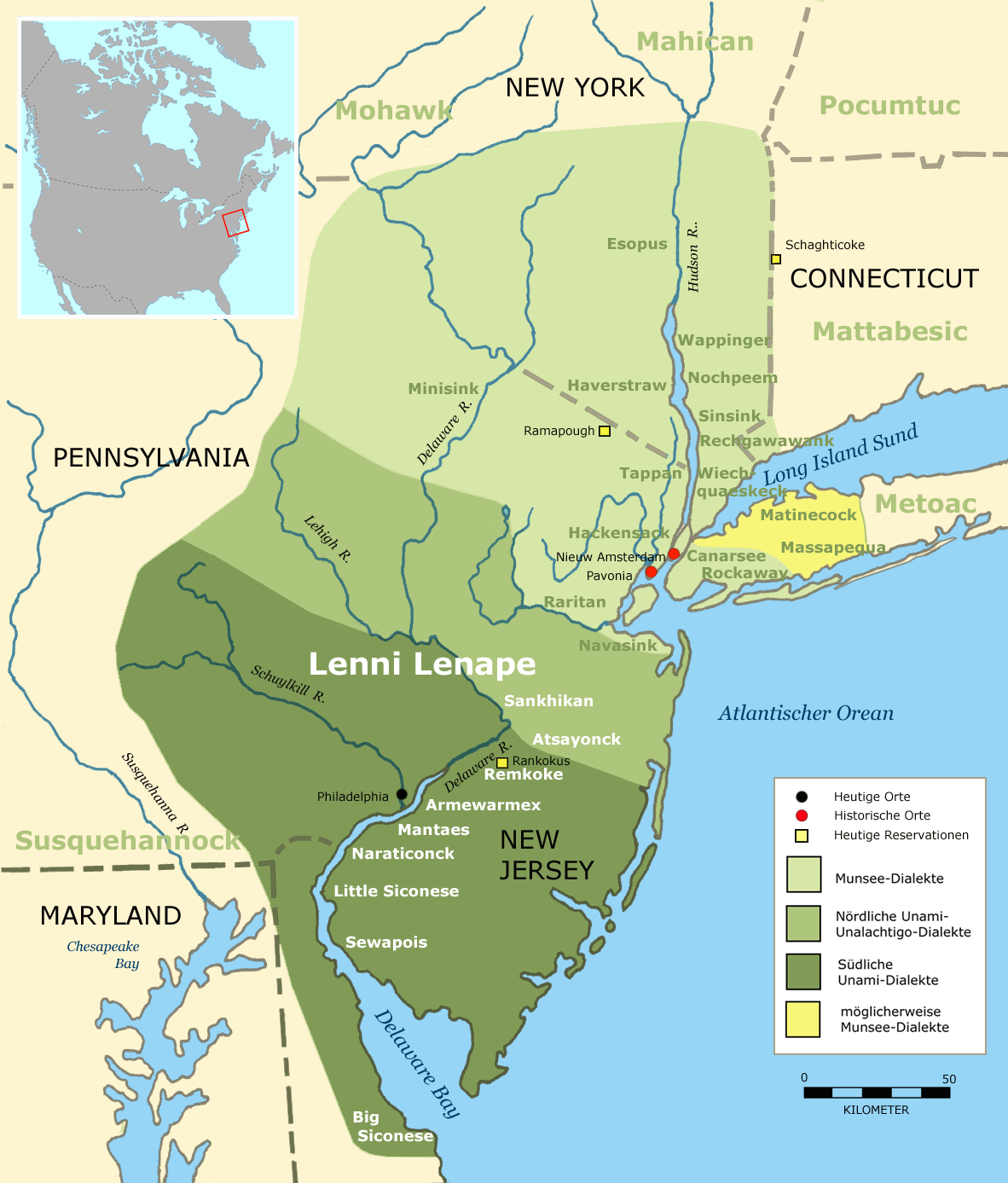
レニ・レナペ（デラウェア族）のかつての領土

この州のもともとの住民であったデラウェア族は、「レナペ連合」として、オハイオ州から大西洋岸に及ぶ広大な領土を勢力範囲としていた一大インディアン部族だった。かれらデラウェア族は、1737年に植民地領主ウィリアム・ペンの息子たちに領土の大半をだまし盗られた（→「歩いた分だけの土地を購入」）。
アメリカ連邦政府と全米のインディアン部族との間で結ばれた、「部族の主権」を保証する条約は370に上るが、その第一号条約は1778年にデラウェア族と結ばれたものである。これは合衆国植民政府のイギリスとの戦いに、デラウェア族連合が味方したことに対する見返りだった。こうして条約規定のもと、アメリカ合衆国はデラウェア族を中心としたレナペ連合の国家組織を認め、援助することとなった。
しかしその後18の「新しい条約」がレナペ連合に強要され、そのたびに部族の領土は縮小され、また数度にわたる白人入植州政府との戦いで分断され、19世紀にはインディアナ州→ミズーリ州→カンザス州へと強制移住が繰り返され、最終的に数百人に減り、オクラホマ州の保留地に移住させられた。
現在、この州には公式な「インディアン部族」としてアメリカ連邦政府が承認している部族はなく、同州ではデラウェア族は絶滅したことになっている。
「ナンチコーク族」のみが、州政府から部族認定されている唯一のインディアン部族である。現在、より強い自治権と保留地（Reservation）を保証される連邦承認を要求中である。
≪デラウェア州政府から公式認定されているインディアン部族≫
- 「ナンチコーク族・インディアン協会」

≪アメリカ連邦政府に公認要求中のインディアン部族≫
- 「レナペ・デラウェア族」
- 「ナンチコーク族・インディアン協会」

### インディアン・カジノ
デラウェア州は、連邦から同州の公営ギャンブルを違法とされている州であり、州の権限下にあるナンチコーク族は、「インディアン・カジノ」を持てないままである。ジャック・マーケル知事はスポーツくじの合法化に意欲を見せており、部族カジノを持ちたいナンチコーク族からも注目されている。

## 主要な都市

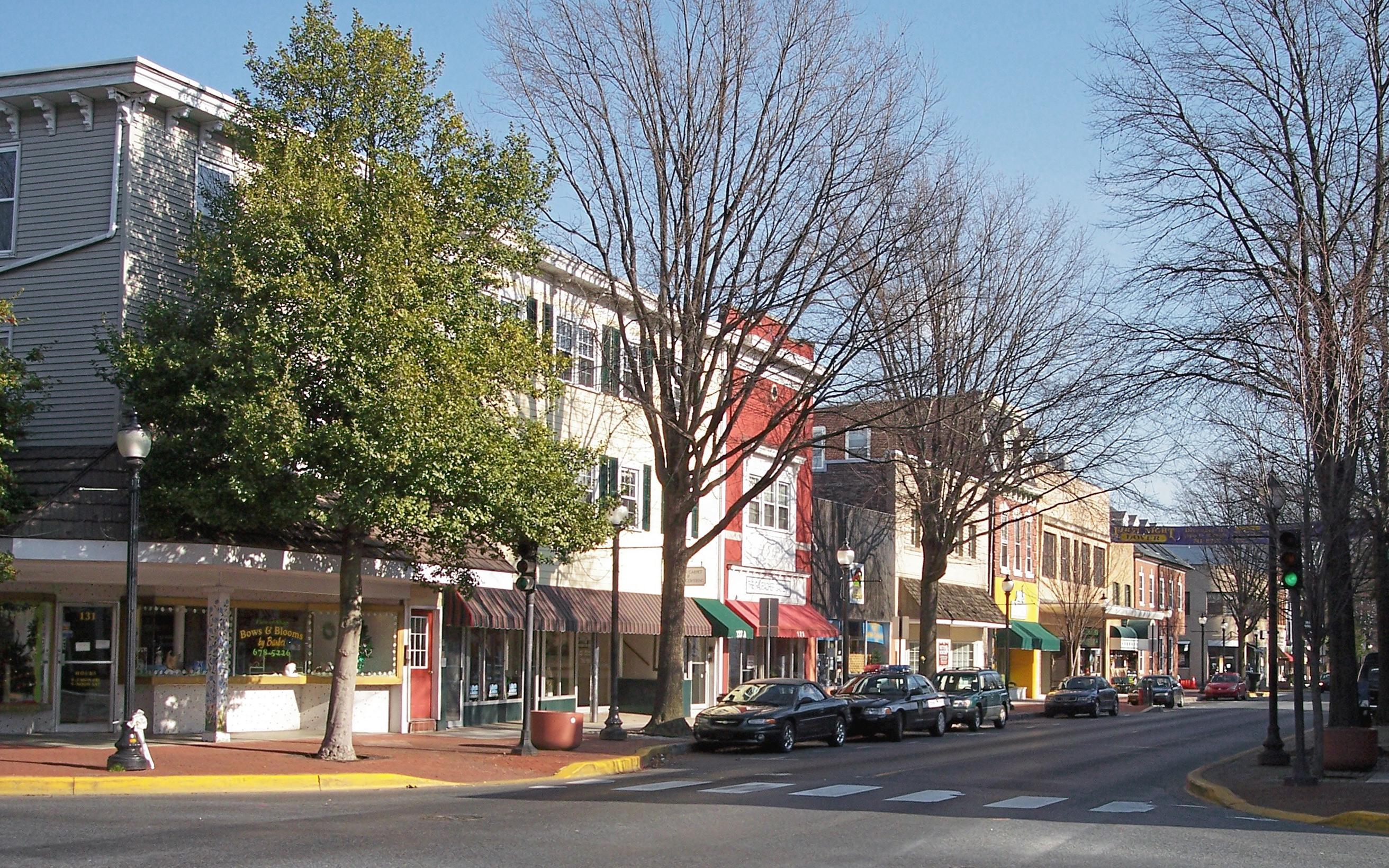
ドーバー

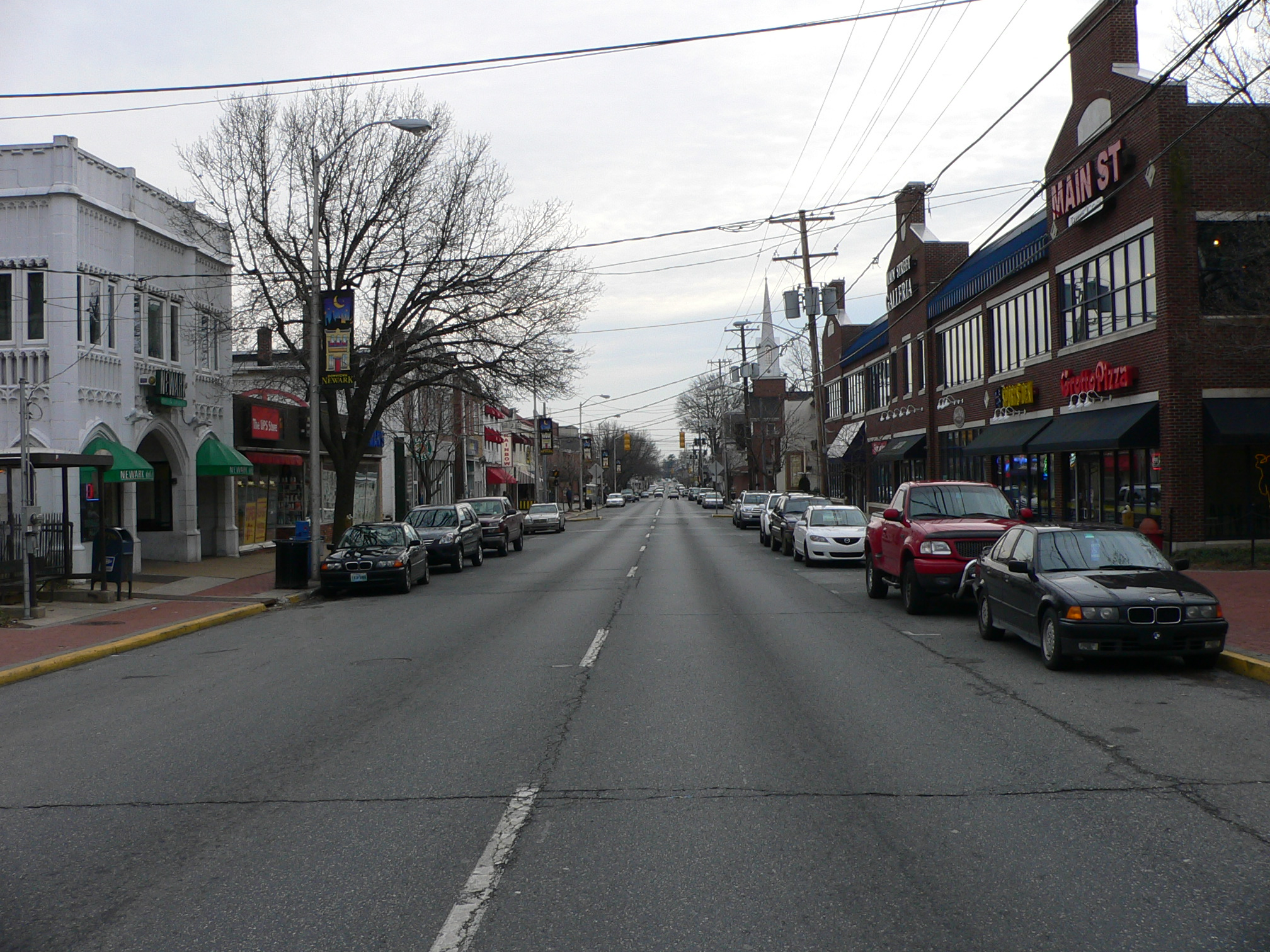
ニューアーク

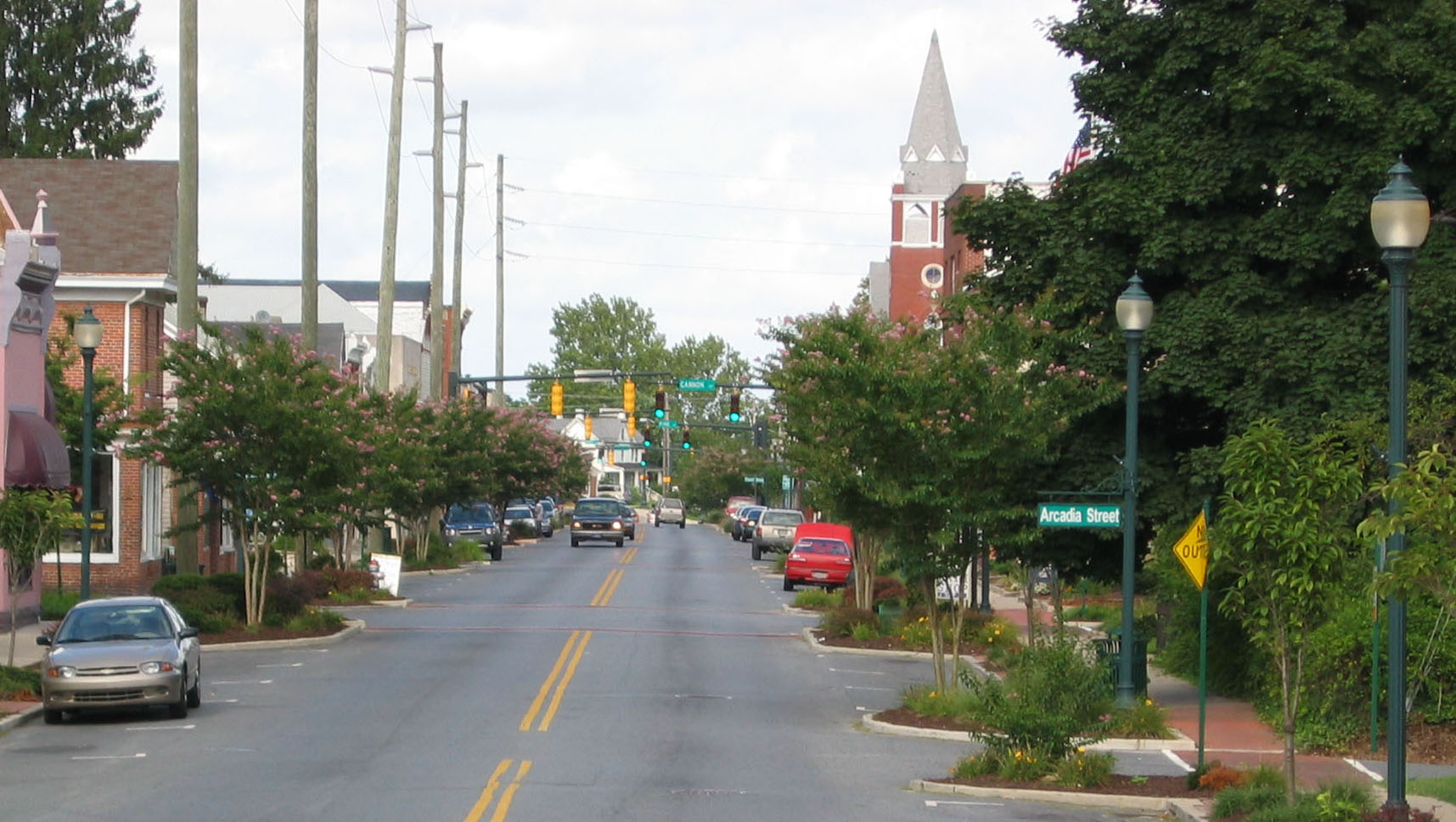
シーフォード

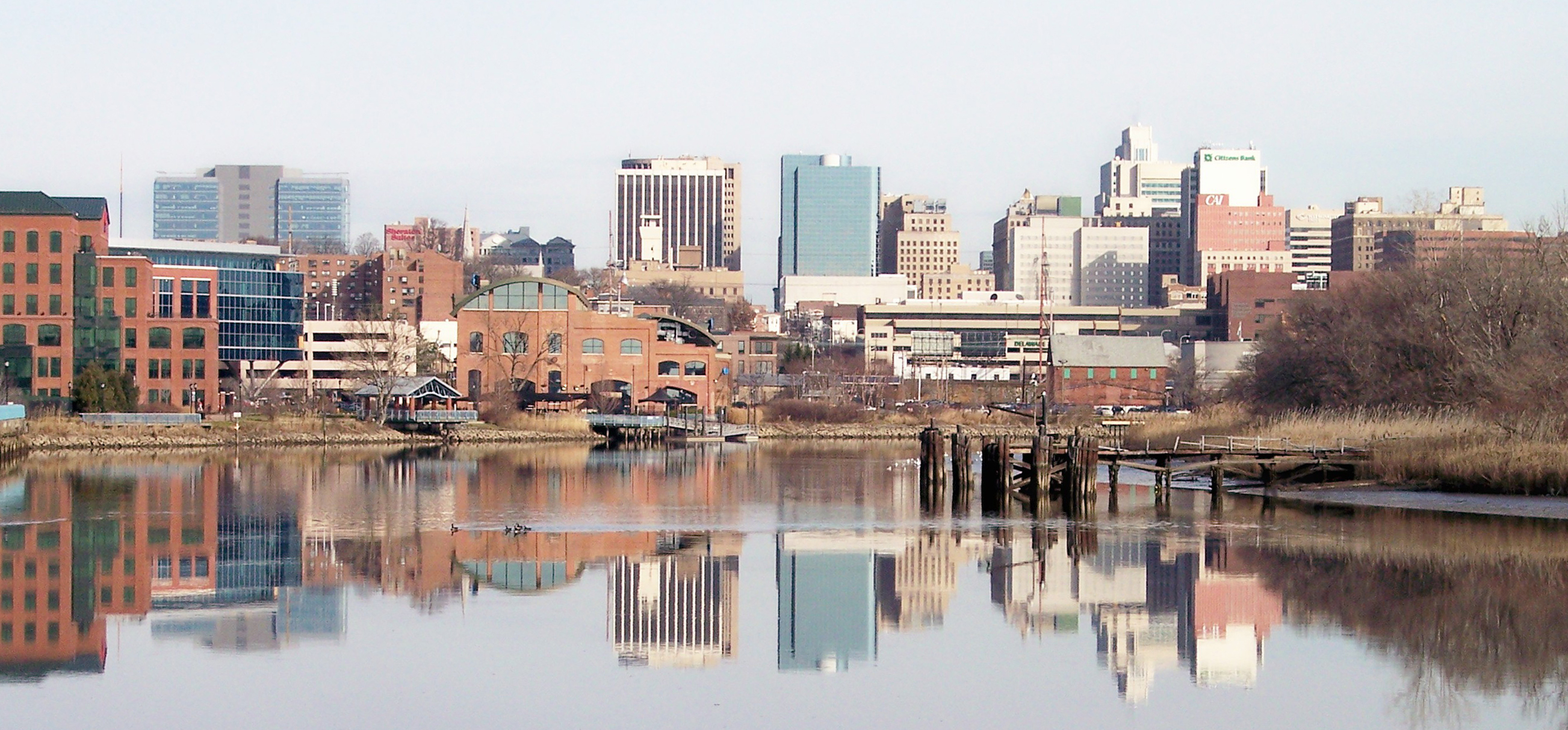
ウィルミントン

ウィルミントン（2020年の国勢調査時点での人口70,898人）はデラウェア州北部内で単独で発達した都市である。しかし、業務拠点としてのみならず、近接しているという理由で、ペンシルベニア州フィラデルフィア郊外としても機能している。統計的には、ウィルミントンを中心としたニューカッスル郡はフィラデルフィアの都市圏、および広域都市圏に含まれている（広域都市圏には州都ドーバーを有するケント郡も含まれる）。ニューカッスル郡は州の総人口の約6割にあたる570,719人（2020年国勢調査）の人口を抱えている。
| ウィルミントンの郊外 - ニューアーク - デラウェア大学の所在地 - パイククリーク - ベア - ブルックサイド (デラウェア州) - グラスゴー - Hockessin - セントジョージズ | 他の場所 - ドーバー - 州都 - シーフォード - ルイス - ミルフォード - スマーナ町 - ジョージタウン - レホボスビーチ - ミドルタウン |

### デラウェア州の豊かな上位10都市
en:per capita incomeによる順位
1. Greenville：$83,223
2. Henlopen Acres：$82,091
3. South Bethany：$53,624
4. Dewey Beach：$51,958
5. Fenwick Island：$44,415
6. Bethany Beach：$41,306
7. Hockessin：$40,516
8. North Star：$39,677
9. レホボスビーチ：$38,494
10. Ardentown：$35,577

For more see the complete list of places

## 政治と法律
デラウェア州では、アメリカ独立戦争以降、4度にわたって州憲法の制定が行われた。1度目は1776年、2度目は1792年、3度目は1831年である。現行のデラウェア州憲法は1897年に制定された。デラウェア州憲法では、司法府、立法府、行政府の設置を定めている。

### 立法府

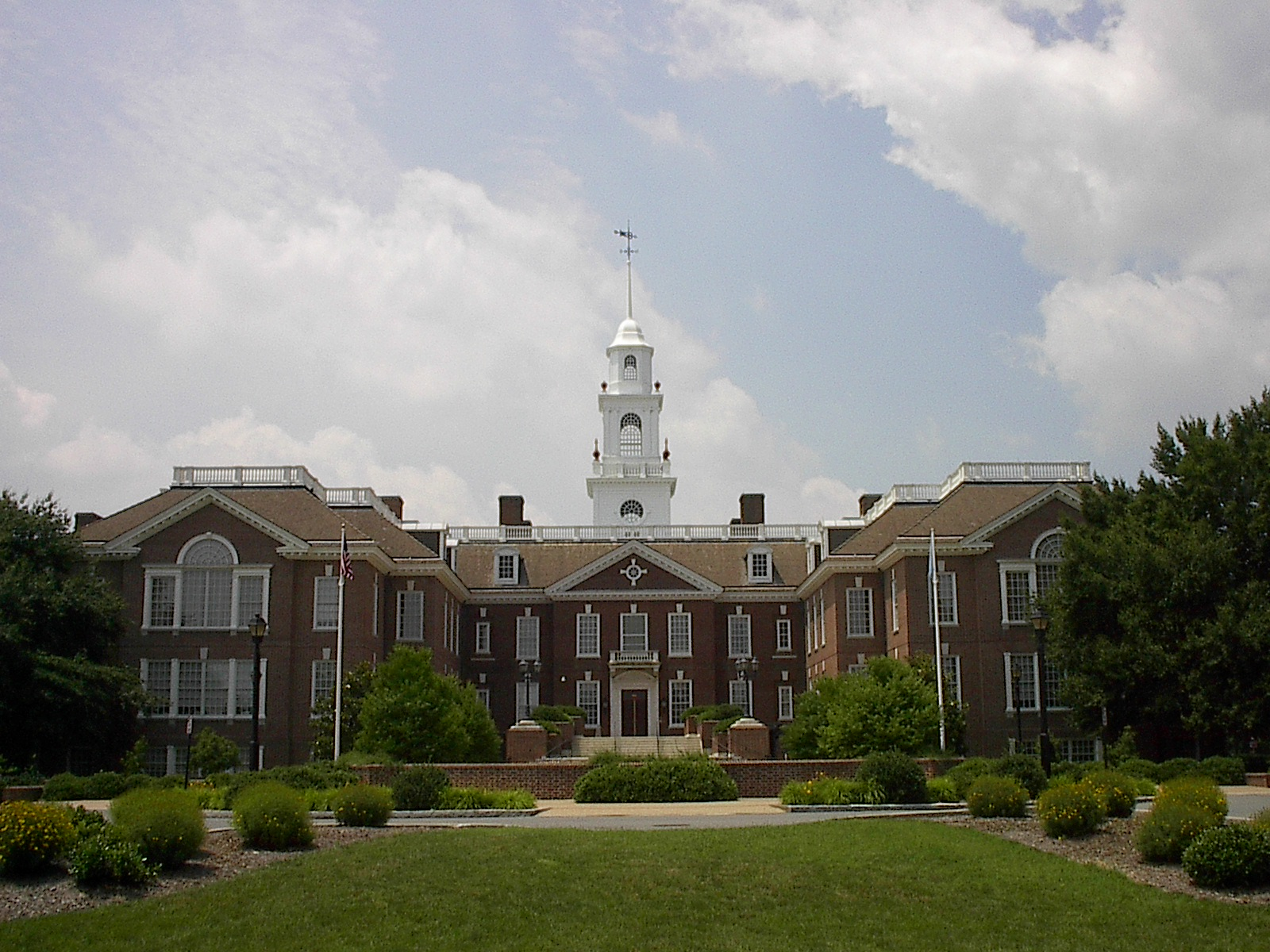
デラウェア州議会はドーバー市にあるデラウェア州会議事堂で開催される

デラウェア州の立法府はデラウェア州議会であり、定員21名の上院と、定員41名の下院によって構成されている。両院の議員はそれぞれ総選挙によって選出され、欠員が生じた場合には速やかに補欠選挙が行われる。任期は上院が4年、下院が2年である。
州議会はドーバーにある州会議事堂において、毎年1月の第2火曜日に招集され、その年の6月末日まで開催される。
上院では、州知事が指名する裁判官その他の候補者の承認を行う。

### 司法府
デラウェア州憲法には裁判所の数も定めてある。
- デラウェア州最高裁判所、州内最高位にある裁判所
- デラウェア州上級裁判所、一般的司法に関する第一審裁判所
- デラウェア州衡平法裁判所、主に法人の紛争を扱う
- 家庭裁判所、家庭内および保護の問題を扱う
- 一般訴訟裁判所、民事および刑事の一定レベル以下の事件を扱う

憲法には規定されていない下級裁判所として治安裁判所と市会裁判所がある。
デラウェア州は衡平法裁判所が残っていることでは国内でも数少ない州になっている。これは法人の合併や買収に関連する法人間の紛争を扱うことが多い。最高裁判所と共に、法人の取締役会や役員に幅広い裁量を与える法人法に関して、簡潔な意見を持っているという評判がある。さらに裁判所判断の基礎をなすデラウェア州一般法人法は、法人がその事情に対処するために大きな柔軟性を与えていると見なされている。このことでデラウェア州は法人に優しい州と考えられている。多くの会社がデラウェア州で法人化しており、その60%はニューヨーク証券取引所に上場している。1952年に体刑を採用したことでは国内最後の州になっている。

### 行政府

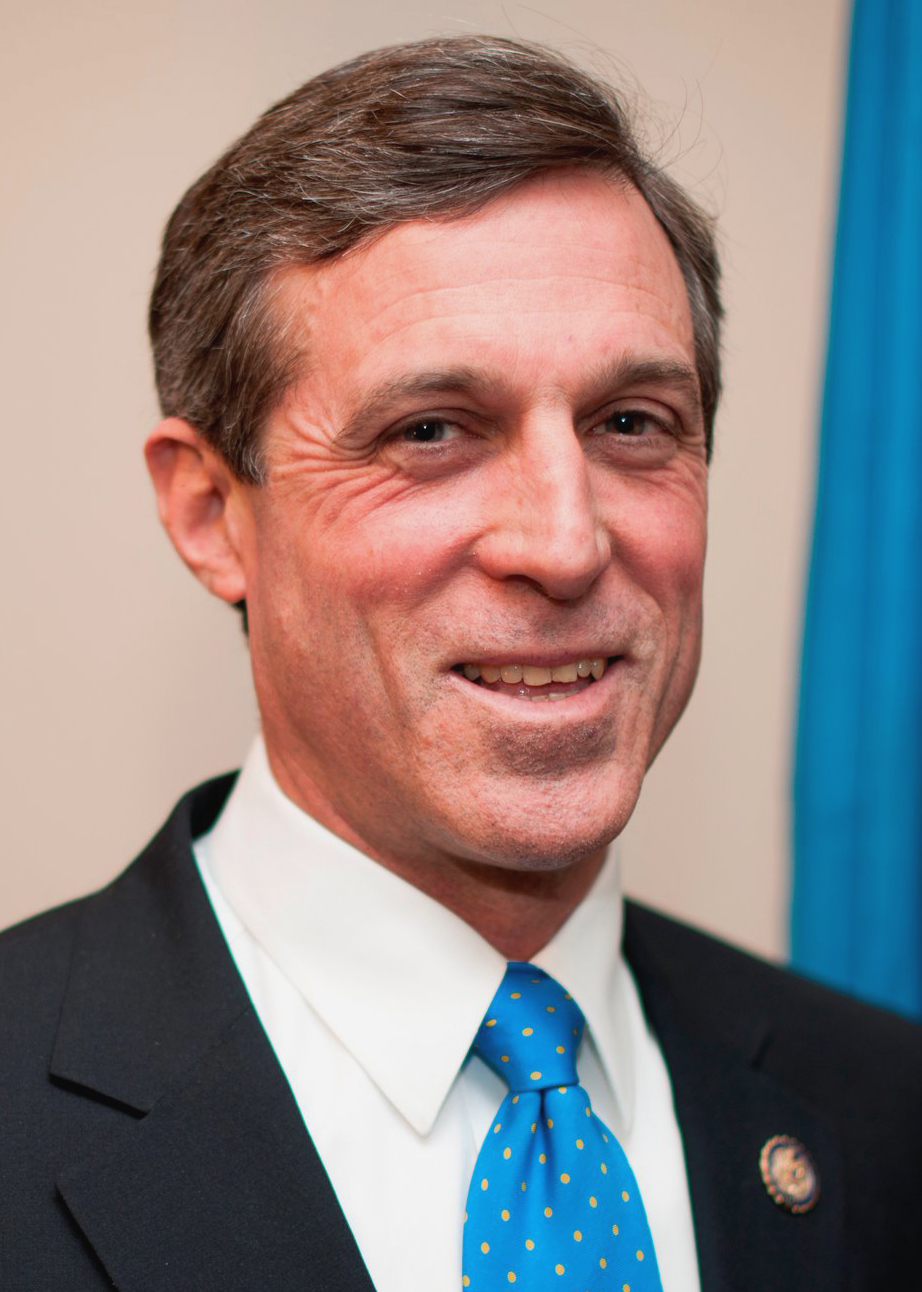
ジョン・C・カーニー

行政府の首長はデラウェア州知事である。現在の州知事は民主党のジョン・C・カーニーである。州知事は毎年州議会の合同会議で施政方針演説を行う。

### 郡
デラウェア州は3つの郡に分割されている。北からニューキャッスル郡、ケント郡、サセックス郡の順である。50州の中で最も郡の数が少ない。各郡は郡政委員を選挙で選び、主に地区割りや開発の問題を扱う。他州の郡レベルで行われる裁判と警察のような機能は州政府に集権されており、州政府にかなりの権限が集められている。郡内は昔からハンドレッドと呼ばれる小区分に分割され、1960年代まで税の申告や選挙区割りに使われていたが、現在では管理的役割がなくなっている。現在の使い方としては不動産所有権の表現法として使われるだけである。

### 政治
| 年   | 共和党         | 民主党         |
| ---- | -------------- | -------------- |
| 2012 | 39.98% 165,484 | 58.61% 242,584 |
| 2008 | 37.37% 152,356 | 62.63% 255,394 |
| 2004 | 45.75% 171,660 | 53.35% 200,152 |
| 2000 | 41.90% 137,288 | 54.96% 180,068 |
| 1996 | 36.58% 99,062  | 51.82% 140,955 |
| 1992 | 35.33% 102,313 | 43.52% 126,054 |
| 1988 | 55.88% 139,639 | 43.48% 108,647 |
| 1984 | 59.78% 152,190 | 39.93% 101,656 |
| 1980 | 47.21% 111,252 | 44.87% 105,754 |
| 1976 | 46.57% 109,831 | 51.98% 122,596 |
| 1972 | 59.60% 140,357 | 39.18% 92,283  |
| 1968 | 45.12% 96,714  | 41.61% 89,194  |
| 1964 | 38.78% 78,078  | 60.95% 122,704 |
| 1960 | 49.00% 96,373  | 50.63% 99,590  |

州議会では民主党が多数派を保持している。2000年アメリカ合衆国大統領選挙まではスイング・ステートになる傾向にあった。その後は民主党の支持が続いている。バラク・オバマの副大統領ジョー・バイデンは1973年からデラウェア州選出のアメリカ合衆国上院議員を務めていた。
デラウェア州が民主党支持になっているのは、州人口の55%が住むニューキャッスル郡での強い民主党支持によっている。ニューキャッスル郡は1988年から共和党候補を支持していない。1992年、2000年、2004年の3度、共和党候補がケント郡とサセックス郡を制したが、ニューキャッスル郡では2桁以上の支持率差で敗れ、州全体で勝利できなかった。ニューキャッスル郡は州議会でも多数を選出する。下院41議席のうち27、上院21議席のうち14がニューキャッスル郡から選出される。
民主党は1993年から州知事を保持し続けており、過去6回連続で当選してきた。州全体から選ばれる州役人9人のうち8人も保持している。

### 情報公開
2011年、デラウェア州は情報公開の要請に対して実働15日間の日限を課し、情報を公開するか、この日限よりも公開まで時間が掛かる場合の説明を行わなければならなくなった。

### 歳入
デラウェア州の所得税は2.2%から5.95%まで6段階の累進課税方式を採っている。消費税は課していない。しかし、企業の総売上高には税を課している。法人税と免許税は業種によって異なり、0.096%から1.92%まである。租税回避地であり、州は1社あたり年300ドルを得て、約4割がペーパーカンパニー立地に絡む歳入である。
不動産や個人資産について州レベルの税は課していない。不動産は郡の資産税、教育学区の資産税、職業教育学区の税、さらに法人化自治体では市民資産税の対象である。
賭博は州にかなりの収入を与えている。例えば、デラウェアパーク・レーストラックのカジノでは、2010年に1億米ドル以上をもたらした。

## 経済
アメリカ合衆国商務省経済分析局は2010年のデラウェア州の総生産高が623億米ドルであると推計した。

### 裕福さ
| 郡                 | 2010年3月 | 2011年3月 |
| ------------------ | --------- | --------- |
| ニューキャッスル郡 | 229,000   | 216,000   |
| サセックス郡       | 323,000   | 296,000   |
| ケント郡           | 186,000   | 178,000   |

一人当たり年収は34,199米ドルであり、国内第9位である。2005年、平均週給は937米ドルであり、国内第7位だった。国内の多くの郡と同様に、デラウェア州の3郡でも、年々住宅取得価格が下落している。

### 農業

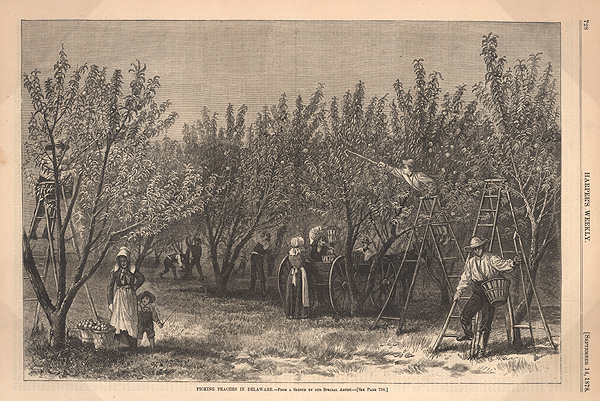
「デラウェア州のモモ摘み」、「ハーパーズ・ウィークリー」1878年版より

州内農業の産品としては、鶏、苗木、大豆、酪製品、トウモロコシがある。

### 産業
2011年1月時点で州の失業率は8.5%だった。
州内の大手雇用主は次の通りである。
- 政府（デラウェア州、ニューキャッスル郡）
- 教育（デラウェア大学）
- 金融（バンク・オブ・アメリカ、M&T 銀行、ファーストUSA / バンクワン / JPモルガン・チェース、アメリカン・インターナショナル・グループ、シティグループ、ドイツ銀行、バークレイズ)
- 化学、薬品（デュポン[43]、シンジェンタ、アジレント・テクノロジー、アストラゼネカ、アシュランド)
- 医療（クリスティアナ・ケア医療システム、アルフレッド・I・デュポン子供病院）2011年に州内で医療を行う医師は約2,800人いた[44]
- 自動車製造（フィスカー・オートモーティブ)
- 農業、特にサセックス郡での養鶏（パーデュー・ファームズ、マウンテン農園、アレン・ファミリー・フーズ）

ドーバー空軍基地は州都ドーバー市に隣接してあり、国内最大基地の空軍基地であり、州内の主要雇用主である。航空機動軍団としての機能に加え、国外で死亡した軍人や政府役人の入国点かつ死体安置場でもある。

### 法人の州
デラウェア州の会社法（デラウェア州会社法）は極めて著名である。他州に比べ、会社の設立や解散が容易で、多くの判例があるため、裁判が予測可能といった特徴を持つ。
そのため、州外で事業活動をする会社でも、同州に登記上の本社を置くことが多い（会社設立における法律回避を参照）。また、小さな州にも拘らず、ニューヨーク証券取引所で上場している会社の半数以上、フォーチュン500に載る会社の63%は、デラウェア州の会社法に準拠して設立されていると言われる。法人税で州歳入の5分の1が挙げられている。
例えば、世界最大の化学会社であるデュポンの米国法人、日本アイ・ビー・エムの親会社であるIBMワールド・トレード・コーポレーション（米IBMではない）、生命保険会社のアメリカン ライフ インシュアランスカンパニー（アリコ）の本社など、多くの有名企業がデラウェア州法により設立されている。
2016年4月の集計によると、人口89万7934人に対し、企業数は94万5326社も存在し、デラウェア州の人口数より企業数の方が多い。「法人税制やLLCの税制から判断すると、世界最悪のタックス・ヘイヴンである」とニューズウィークが指摘している。会社法など関係法制は、アメリカ合衆国連邦政府ではなくデラウェア州政府の権限であり、ペーパーカンパニーの代表名義は、弁護士などが多く、設立に実質所有者の情報は不要で州も把握できず、秘匿性が高い。
ウォルターズ・クルワー・グループが所有する
ニューキャッスル郡ウィルミントン市北オレンジ通り1209番地にある2階建ての建物内に31万社の本社登録があり、Apple、Google、ザ コカ・コーラ カンパニー、ウォルマートなどの大企業が、登記上の本社や関係会社を置き、ヒラリー・クリントン、ドナルド・トランプもペーパーカンパニーを構えている。

### 食品と飲料
デラウェア州法典では、アルコール飲料は、免許を取得した施設で午前9時から午前1時の間でのみ販売できると定めている。2003年まではブルー法を適用し、日曜日のアルコール飲料販売を禁止していた。

### 観光業

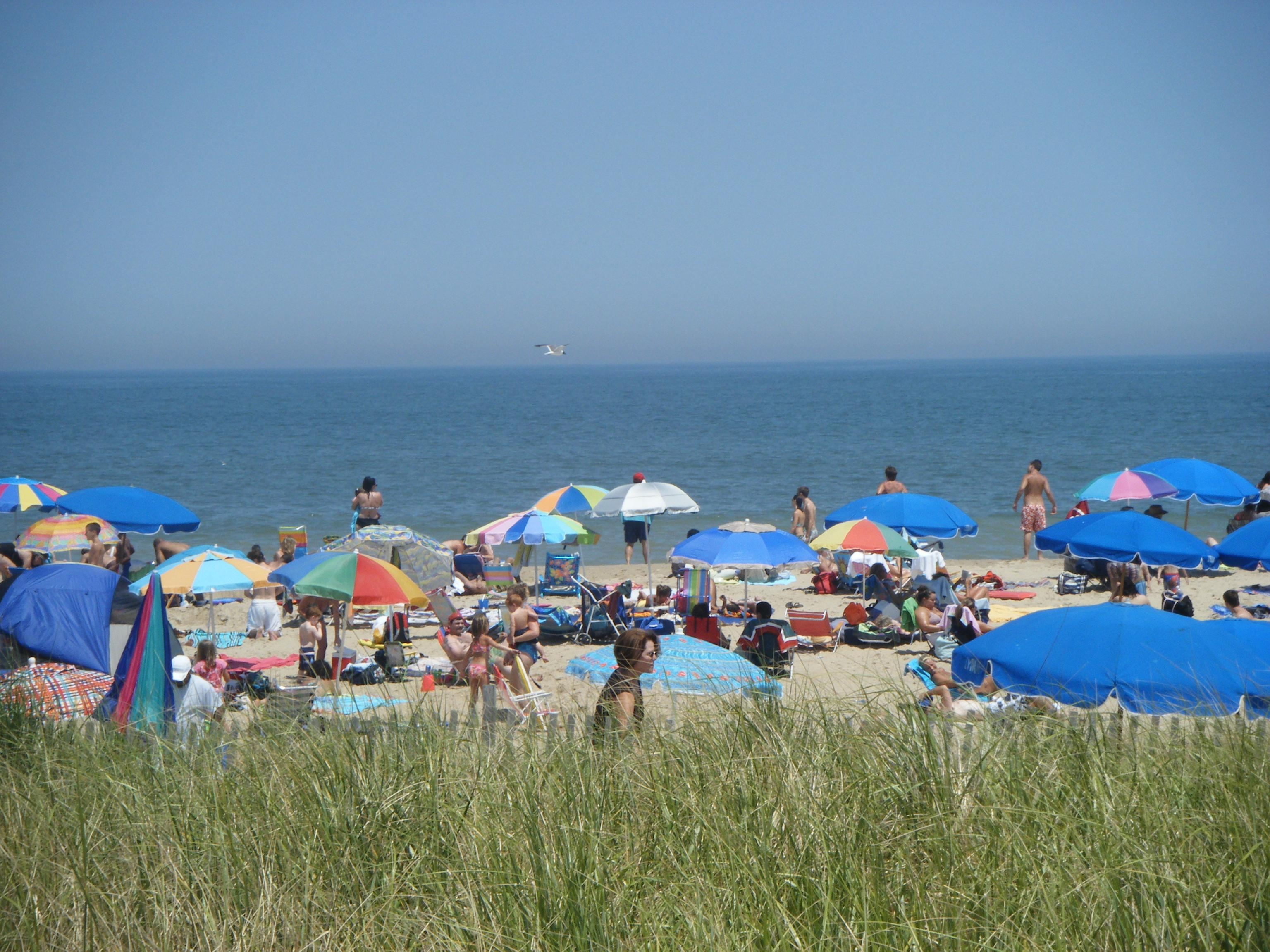
レホボスビーチは人気のある夏の休暇利用地である

州内に国立公園、国定海岸、国定戦場跡、国定保護区、国定記念碑に指定された場所は無いが、幾つかの博物館、野生生物保護区、公園、歴史的家屋、灯台、歴史史跡などはある。世界第2位の2径間吊り橋、デラウェア記念橋がある。
レホボスビーチは、ルイス、デューイビーチ、ベサニービーチ、サウスベサニーなどの町や、フェンウィック島と共に、リゾート地になっている。ワシントンD.C.やメリーランド州、バージニア州から夏休みを過ごす人が多く訪れ、また数では劣るがペンシルベニア州から来ているので、「アメリカ夏の首都」を自称している。その要因は町の魅力、美的な外観、ナイトライフ、非課税のショッピングなどである。
州内では祭や行事も多く開催されている。中でもシーフォードで開催されるリバーフェスト、1986年から様々な場所であるパンキン・チャンキン世界選手権、レホボスビーチ・チョコレート祭、夏の終わりを告げるベサニービーチ・ジャズ・フューネラル（観光イベントとしてのジャズ葬）、ブリッジビルで開催されるアップル・スクラップル祭、レホボスビーチ独立映画祭、オークオーチャードで開催されるナンティコーク・インディアン・パウワウ、ファイアフライ音楽祭、ジョージタウンで選挙後に毎回開催されるリターンデイ・パレードなどがある。

## 交通

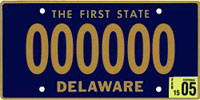
現在の自動車ナンバープレート、1959年に決められ国内でも最長のデザインとなっている

デラウェア州の交通体系はデラウェア州交通省の統治と管轄下にある。交通省の予算は、安定した資金確保のために1987年に設立されたデラウェア州交通信託基金から一部が出ている。この信託の有用性によって交通省と州政府の他省との分離が進んできている。交通省はデラウェア州アドプト・ア・ハイウェイ計画、幹線道の除雪、交通量制御インフラ（標識や信号機）、有料道路管理、デラウェア州自動車部、デラウェア州交通会社（DARTファーストステイト、州政府の公共交通組織）などの計画を管理している。2009年、交通省は州の公共道路体系の89%にあたる13,507車線マイル (21,600 km) を維持した。残る公共道路マイルは個別の自治体管理下にある。国内各州の交通省が維持責任を持っているのは平均して20%であり、これを遙かに超えた数字である。
公共交通機関のDARTファーストステイトは、2003年にアメリカ公共交通協会から「最も傑出した公共交通体系」に指定された。その担当範囲はニューキャッスル郡北部を広範に抑え、ケント郡やサセックス郡の主要道路と密接に連携している。この体系の中にはバスの便、フィラデルフィアの交通機関であるSEPTAが運行する旅客鉄道、提携タクシー、さらに補助交通機関が含まれている。補助交通では、高齢者や障害者のためのドア・ツー・ドア・バスサービスが州全体に運営されており、デラウェア州報告書には、「国内でも最大に優しい補助交通システム」と書かれている。2012年時点での利用料金は1988年以来のものを維持している。

### 道路

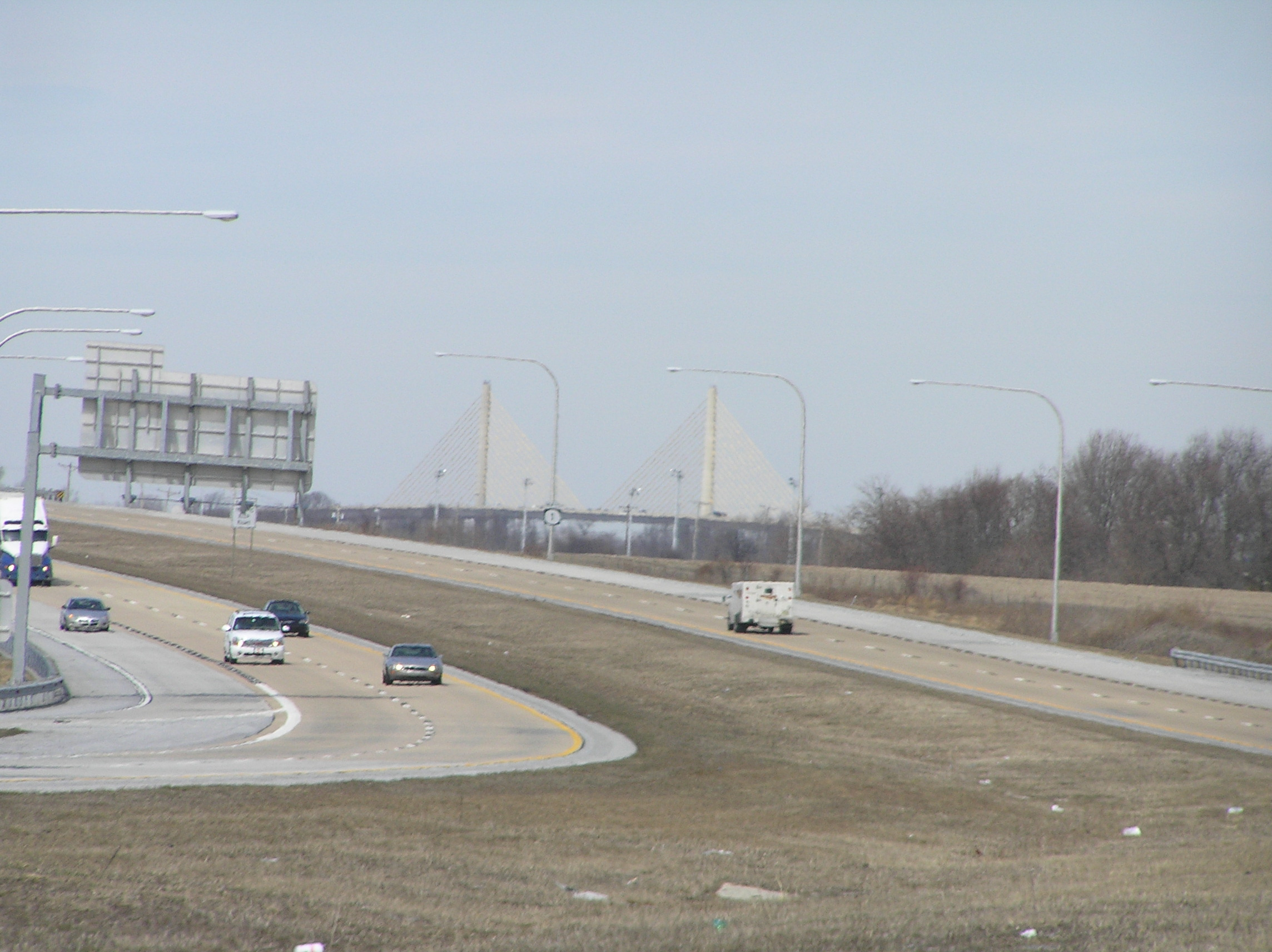
デラウェア州道1号線、一部有料道路、フェンウィック島とウィルミントンを繋いでいる

州間高速道路体系では95号線がニューキャッスル郡の南西から北東に抜けている。この他にアメリカ国道9号線、13号線、40号線、113号線、202号線、301号線が州内を通っている。さらにデラウェア州道1号線や9号線、404号線などが補っている。アメリカ国道13号線とデラウェア州道1号線が南北方向の幹線道であり、ウィルミントンとペンシルベニア州をメリーランド州に繋ぎ、特にデラウェア州道1号線はウィルミントンとデラウェアビーチを繋ぐ主要道となっている。デラウェア州道9号線はドーバーとウィルミントンを繋ぐ南北方向路であり、途中にデラウェア湾に沿った景観道路がある。アメリカ国道40号線はメリーランド州とニュージャージー州を繋ぐ東西方向路であり、デラウェア州道404号線も東西方向に走り、メリーランド州のチェサピーク湾橋とデラウェアビーチを繋いでいる。有料道路は2区間ある。デラウェア・ターンパイクはメリーランド州とニューキャッスルの間の州間高速道路95号線であり、朝鮮戦争退役兵記念ハイウェイはウィルミントンとドーバーを繋ぐ州道1号線である。
デラウェア自転車道1号線は南のメリーランド州境にあるフェンウィック島から、北のペンシルベニア州境にあるモントチェイニンまで、州の南北の長さ全体にわたって続いている。州内に計画された表示付き自転車道では最初のものである。
州内には約1,450の橋があり、その95%は交通省の管理下にある。約30%は1950年より前に建設され、約60%は国定橋梁リストに載っている。交通省が管理していないものでは、アメリカ陸軍工兵司令部の管轄下にあるチェサピーク・アンド・デラウェア運河に架かる4つの橋、およびニュージャージー州と共同であるデラウェア川および湾公社が管理するデラウェア記念橋がある。
サセックス郡の2級道路に施されているタール・アンド・チップの舗装は、他所に見られるアスファルト舗装よりも劣化が進みやすい傾向がある。その中でも郡道238号線が最も問題になっている。

### フェリー
州内で運航されているフェリーは下記の3航路がある。
- ケイプメイ・ルイス・フェリー、デラウェア湾口のルイスとニュージャージー州ケイプメイの間
- ウッドランド・フェリー、シーフォード南西のナンティコーク川を渡すケーブルフェリー
- スリーフォーツ・フェリー・クロッシング、デラウェアシティとニュージャージー州デラウェア砦、およびモット砦を繋ぐフェリー

### 鉄道とバス

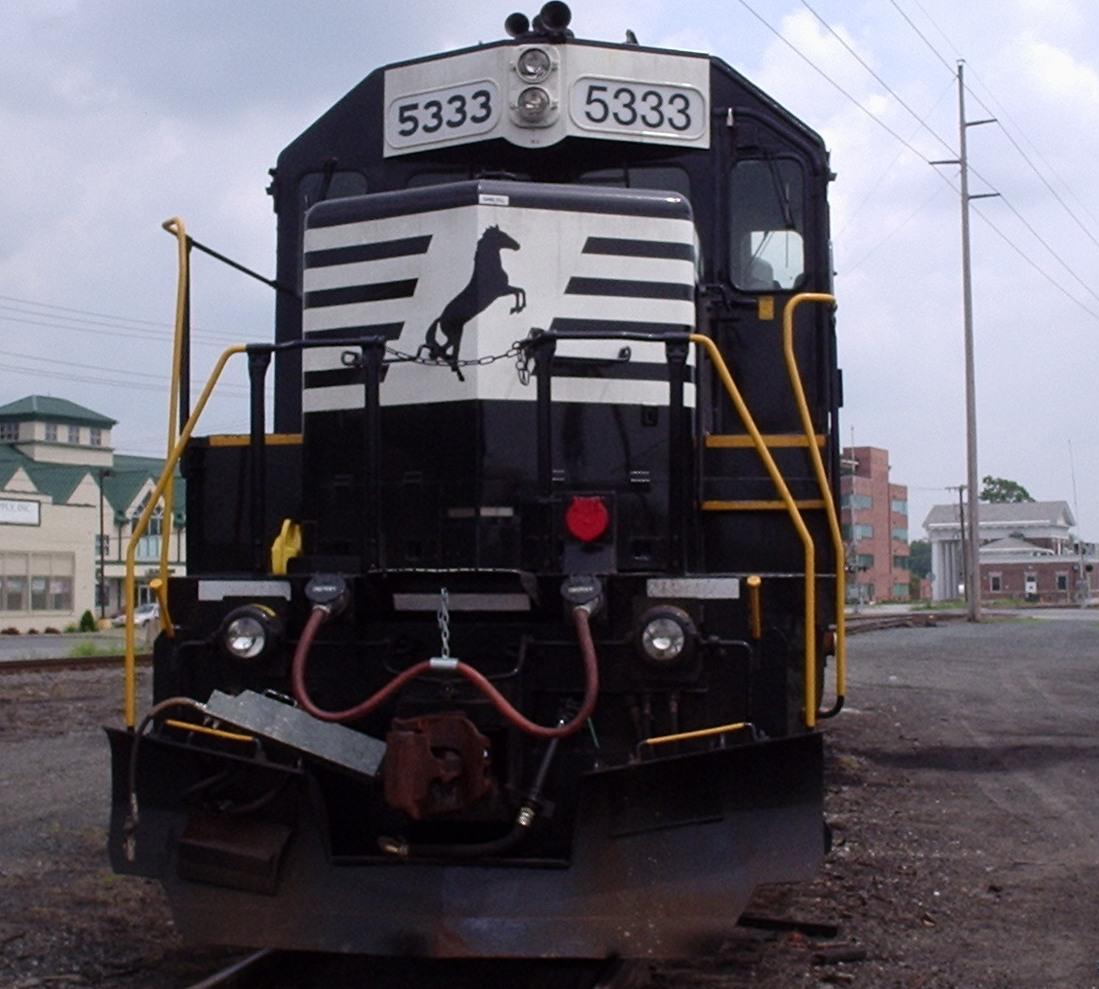
ノーフォーク・サザン鉄道の機関車、ドーバー市

アムトラックの北東回廊では州内に停車駅が2つある。ニューアーク駅とウィルミントン駅である。北東回廊はSEPTAのウィルミントン・ニューアーク線も運行しており、クレイモント、ウィルミントン、チャーチマンズクロッシング、ニューアークに停車する。貨物鉄道としては一級鉄道のノーフォーク・サザン鉄道があり、州内の大半をカバーしている。デラウェア・コーストライン鉄道とメリーランド・アンド・デラウェア鉄道という2本の短線に接続しており、サセックス郡の顧客に対応している。もう1つの一級鉄道であるCSXトランスポーテーションは北東回廊に並行してニューキャッスル郡北部を通っている。ウィルミントンにあるウィルミントン・アンド・ウェスタン鉄道と、ウィルミントンからペンシルベニア州コーツビルを繋ぐイーストペン鉄道という歴史ある貨物線と接続している。

### 空港
ウィルミントン近くにあるニューキャッスル空港はフロンティア航空の商業便が発着し、国内各地とを結んでいる。以前はスカイバス航空もウィルミントンを使っていたが、2008年4月5日に破産した。
デラウェア州は州間高速道路95号線に沿った北東回廊の中心にあるので、国内外の商業便を使う乗客はフィラデルフィア国際空港やボルチモア・ワシントン国際サーグッド・マーシャル空港を利用することが多い。サセックス郡住民もデラウェア州境から10マイル (16 km) 足らずにあるワイカミコ地域空港を使っている。ニューアーク・リバティ国際空港や、ロナルド・レーガン・ワシントン・ナショナル空港もニューキャッスル郡から半径100マイル (160 km) 以内にある。
アメリカ空軍機動軍団のドーバー基地が州中央部にあり、第436および第512空輸部隊が駐屯している。
その他の一般用途空港としては、ミドルタウン近くのサミット空港、チェスウォルド近くのデラウェア・エアパーク、ジョージタウン近くのサセックス郡空港がある。

## 教育
デラウェア州は「ボルトン対ゲブハート事件」裁判が行われた所であり、他の3件と共に「ブラウン対教育委員会裁判」に組み合わされて、公立学校における人種差別を終わらせるアメリカ合衆国最高裁判所判決に繋がった。ベルトン事件は州裁判所が原告有利の判決を出した唯一の事件であり、それによって人種差別は違憲であると判断された。
デラウェア州の教育体系は、他の多くの州とは異なり、州教育監督官に集権され、地方教育委員会は課税と教育内容の決定に関する権限を持っている。
2011年時点で、デラウェア州教育省は州内25のチャーター・スクール設立を承認してきており、その中の1つが女子のみの施設である。
州内公立教育学区の教師は全て組合に入っている。2012年1月時点で、チャータースクールのどれも教員組合のメンバーではない。教員組合の1つがデラウェア州教育協会である。

### 大学・短期大学
| - デラウェア州立大学 - Delaware Law School of Widener University - ドラクセル大学、ウィルミントン市 - Goldey-Beacom College | - デラウェア大学 - en:Delaware Technical and Community College - en:Wesley College (Delaware) - en:Wilmington College |

### ボーディングスクール
- セント・アンドリューズ・スクール

## その他

### 日本の姉妹都市
- 姉妹州県;（宮城県） - （デラウェア州）、1997年9月[60]-
- 友好都市;（宮城県岩沼市） - (ドーバー市)、2003年11月-

### スウェーデンとの関係
スウェーデンは、1638年にデラウェア湾河口に初となる植民地を築く。当時のアメリカは、大航海時代後期における植民地時代であった。スウェーデンは他ヨーロッパ諸国とは違ってインディアンから土地を買い上げた。これは後にイギリス人ウィリアム・ペンによるペンシルベニア買収によるものと同じである。スウェーデンはこの入植地を、「ニュースウェーデン」と名付けて移民を行った。
当時のスウェーデンのヴァーサ王朝期における積極的な海外進出政策であったが、1654年に王朝が代わると、政策は棚上げにされている。中止した訳ではなかったが、1655年にスウェーデンの王位継承問題に関わる北方戦争に巻き込まれ、ニュースウェーデンは、オランダ人（ニューネーデルラント）に攻撃されて滅亡した。入植地時代の遺物は、撤退時にスウェーデンに持ち帰っている。この植民地は、後にイギリス人（イングランド）によって再征服された。植民地支配は終了したものの、その後も入植地の地方自治は1682年にウィリアム・ペンによるペンシルベニア植民地が成立するまで非公式に続けられた。